# Carlos C. Molina
Carlos C. Molina (f. 26 de octubre de 1926) fue un militar argentino, perteneciente al Ejército, que se desempeñó como gobernador del Territorio Nacional de Tierra del Fuego entre 1920 y 1923.

## Biografía
Encabezó el regimiento 5 de Caballería del Ejército Argentino, participando en la campaña de la Conquista del Chaco. Años más tarde, formó parte de la revolución radical de 1905. Se retiró del Ejército con rango de teniente coronel.
A fines de septiembre de 1920, fue designado gobernador del Territorio Nacional de Tierra del Fuego por el presidente Hipólito Yrigoyen, luego de tres años donde varios se desempeñaron interinamente a cargo de la gobernación. Ocupó el cargo hasta diciembre de 1923.
Entre 1920 y 1921 una serie de problemas de diversa índole afectó al territorio, entre ellos un incendio en la Casa de Gobierno y la suspensión de obras como el puerto de Ushuaia y el camino a Río Grande, provocando la disminución de la población. Para 1922 se retomaron las obras de la carretera a Río Grande y se dio trabajo a los presos liberados del Penal de Ushuaia, el cual llegó a ser administrado directamente por el gobernador. También se realizaron obras en Ushuaia junto a la Comisión de Fomento local, aprobándose la primera ordenanza del territorio en 1921.
Falleció en octubre de 1926.
Una calle de Ushuaia lleva su nombre.